# Birgit Bergen
Pour les articles homonymes, voir Bergen.
Birgit Bergen est une actrice allemande née le 17 août 1938 à Kiel (Allemagne). 

## Filmographie
- 1958 : Nus tels que Dieu les créa de Hans Schott-Schöbinger
- 1959 : Ne me laissez jamais seule un dimanche de Arthur Maria Rabenalt
- 1960 : Der Vetter aus Dingsda de Imo Moszkowicz (de) : Julia de Weert
- 1960 : J'ai appris ça à Paris de Thomas Engel : Betty
- 1961 : Une blonde à Capri de Wolfgang Schleif : Erika
- 1961 : Bei Pichler stimmt die Kasse nicht de Hans Quest : Inge
- 1961 : Les Fiancées d'Hitler (Lebensborn, Fountain of Life) de Werner Klingler : Brigitte
- 1962 : Maciste contre les monstres (Maciste contro i mostri) de Guido Malatesta : Agmir
- 1963 : Ein Sheriff für den Sarg d'Erich Kobler
- 1963 : Les Saintes Nitouches de Pierre Montazel (non créditée)
- 1966 : Der Würger vom Tower (Strangler of the Tower) de Hans Mehringer : Dodo
- 1969 : Der Kommissar (série télévisée épisode Geld von toten Kassierern)
- 1972 : Filles en chaleur (Semmel, Wurst und Birkenwasser) de Hans D. Bornhauser : Leila
- 1972 : Les Dragueuses (Laß jucken, Kumpel!) de Franz Marischka : Ingrid Gerlach
- 1973 : Neuf à la file (de) (Liebesjagd durch 7 Betten) de Hans Billian
- 1973 : Suce pas ton pouce ! (Junge Mädchen mögen's heiß, Hausfrauen noch heißer) d'Eberhard Schröder : Charlotte
- 1973 : Les Allongées (Liebesgrüße aus der Lederhose) de Franz Marischka : Olga Schneider
- 1973 : Votre plaisir mesdames (Die Stoßburg) de Franz Marischka
- 1973 : Gretchen sans uniforme (Eine Armee Gretchen) de Erwin C. Dietrich : Zugleiterin
- 1973 : Ah ! quel plaisir de pouvoir s'en servir ! de Hans Billian : June
- 1974 : Deux Compères sur l'alpage (Liebesgrüße aus der Lederhose 2: Zwei Kumpel auf der Alm) de Franz Marischka
- 1974 : Wo der Wildbach durch das Höschen rauscht - Witwen-Report de Jürgen Enz
- 1975 : Y'en a plein les bottes (Champagner aus dem Knobelbecher) de Franz Marischka
- 1977 : Johnny West de Roald Koller (non créditée)
- 1978 : La Cible étoilée (Brass Target) de John Hough : femme dans le train
- 1991 : Ehen vor Gericht